# ادیسه (فیلم ۱۹۱۱)
ادیسه (انگلیسی: L'Odissea) یک فیلم صامت ایتالیایی است که برپایهٔ ادیسه اثرِ هومر ساخته، و در سال ۱۹۱۱ منتشر شد.

## بازیگران
- جوزپه د لیگوئورو در نقش اودیسئوس
- ائوجنیا تتونی در نقش پنلوپه
- اوبالدو ماریا دل کوله